# Ceranisus antalyacus
Ceranisus antalyacus är en stekelart som beskrevs av Triapitsyn 2004. Ceranisus antalyacus ingår i släktet Ceranisus och familjen finglanssteklar.
Artens utbredningsområde är Turkiet. Inga underarter finns listade.